# Bates Motel (série télévisée)
Pour les articles homonymes, voir Bates Motel.
Bates Motel ou Motel Bates au Québec, est une série télévisée américaine en cinquante épisodes de 45 minutes créée par Carlton Cuse, Kerry Ehrin et Anthony Cipriano, et diffusée entre le 18 mars 2013 et le 24 avril 2017 sur la chaîne A&E.
La série est une préquelle contemporaine du roman Psychose de l'auteur américain Robert Bloch, mais elle incorpore également des éléments de son adaptation cinématographique réalisée par Alfred Hitchcock. Elle ré-adapte ensuite librement les évènements de ces deux œuvres dans deux épisodes de la dernière saison, ainsi que d'un autre film d'Hitchcock, La Maison du docteur Edwardes.
En France, la série est diffusée depuis le 25 octobre 2013 sur 13e Rue et elle a été rediffusée partiellement à partir du 14 septembre 2014 sur D17. Au Québec, elle est diffusée depuis le 7 avril 2014 sur AddikTV. Néanmoins, elle reste inédite dans les autres pays francophones.
Elle est également disponible sur le services de vidéo Amazon Prime Video a la demande.

## Synopsis
À la suite de la mort mystérieuse et brutale de son mari, Norma Bates décide de refaire sa vie loin de l'Arizona, dans la petite ville de White Pine Bay dans l'Oregon. En effet, elle y a acheté un vieux motel à l'abandon avec comme projet de le restaurer afin de se refaire une nouvelle vie et de tourner la page d'un lourd passé.  Elle emmène avec elle son fils Norman, âgé de 17 ans, avec qui elle partage une relation fusionnelle compliquée.
Et au fil des années, le lien entre elle et son fils se renforcera démesurément, et laissera poindre une relation quelque peu malsaine. Malheureusement entre folie et désespoir, elle ne connaît plus sa direction, bien que ses enfants essayent tant bien que mal de lui montrer le chemin du monde dans lequel elle vit...

## Distribution

### Acteurs principaux
- Vera Farmiga (VF : Laurence Dourlens) : Norma Louise Bates
- Freddie Highmore (VF : Maxime Baudouin) : Norman Bates
- Max Thieriot (VF : Brice Ournac) : Dylan Massett
- Olivia Cooke (VF : Léopoldine Serre) : Emma Decody
- Nicola Peltz (VF : Camille Donda) : Bradley Martin (saisons 1 et 2 - invitée saison 3)
- Nestor Carbonell (VF : Antoine Tomé) : le shérif Alex Romero (saisons 2 à 5 - récurrent saison 1)
- Kenny Johnson (VF : Damien Boisseau) : Caleb Calhoun (saison 3 - récurrent saisons 2 et 5 - invité saison 4)

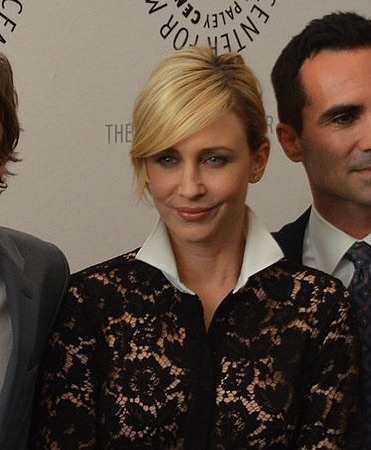
Vera Farmiga interprète Norma Louise Bates.
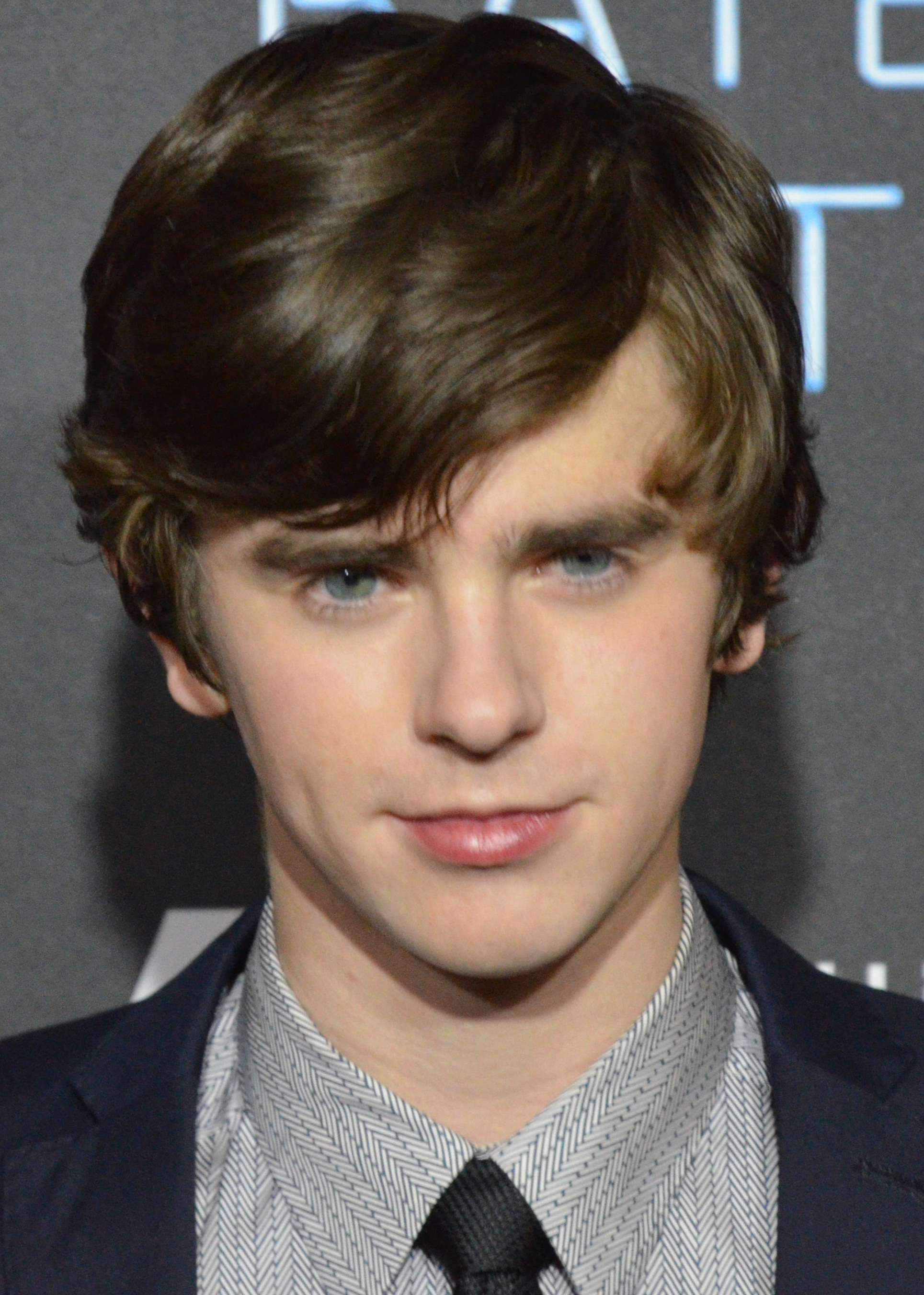
Freddie Highmore interprète Norman Bates.
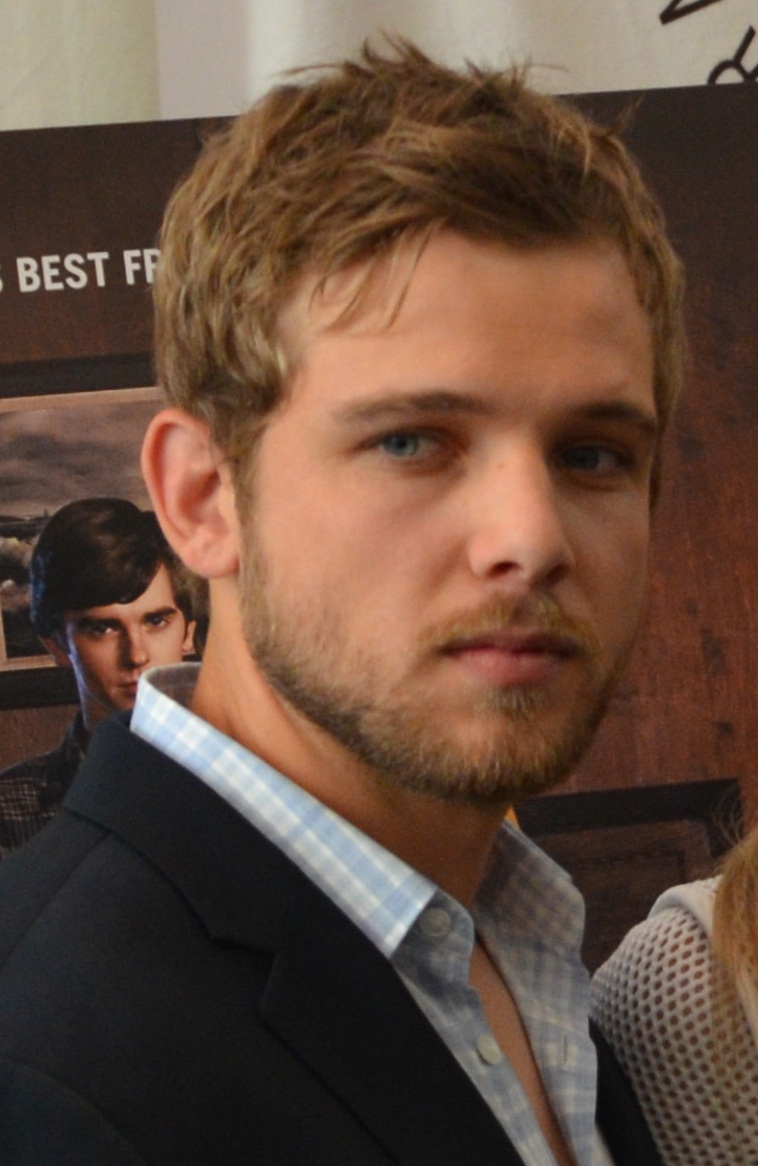
Max Thieriot interprète Dylan Massett.
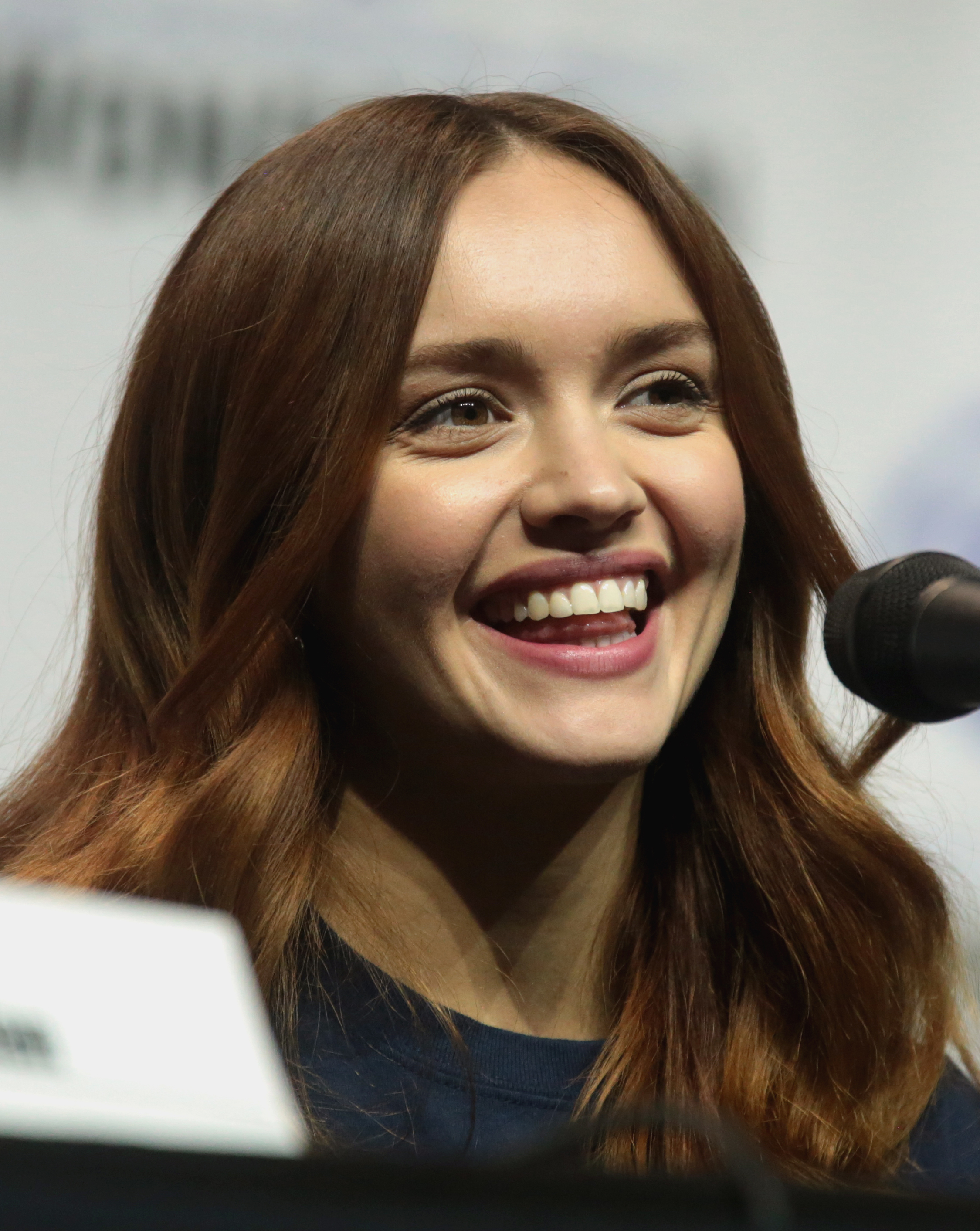
Olivia Cooke interprète Emma Decody.
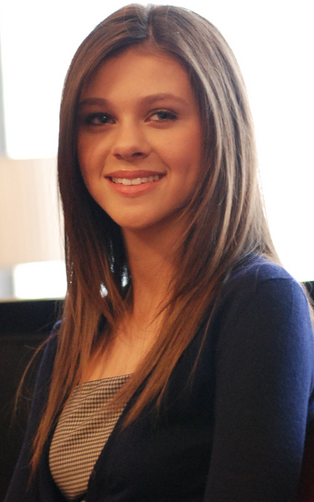
Nicola Peltz interprète Bradley Martin.
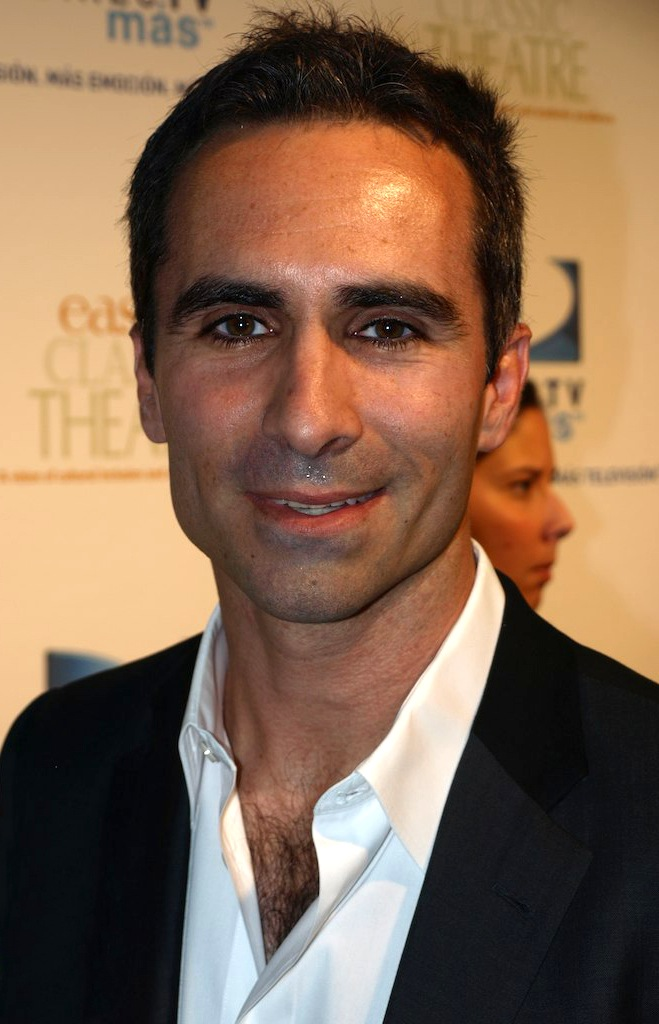
Nestor Carbonell interprète le shérif Alex Romero.
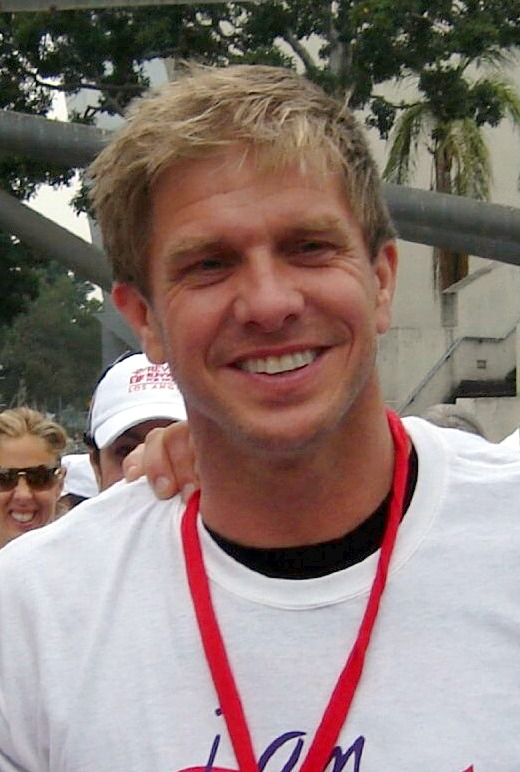
Kenny Johnson interprète Caleb Calhoun.

### Acteurs récurrents
Plusieurs saisons
- Aliyah O'Brien (VF : Josy Bernard) : Regina (saisons 1, 2, 4 et 5)
- Ian Hart / Andrew Howard (VF : Jérôme Keen) : Will Decody (saisons 1, 3 et 4)
- Keenan Tracey (VF : Hervé Grull) : Gunner (saisons 1 à 4)
- Ryan Hurst (VF : Jérôme Pauwels) : Chick Hogan (saisons 3 à 5)
- Keegan Connor Tracy (VF : Hélène Bizot) : Miss Watson (saisons 1 et 2, invitée saison 3)
- Jillian Fargey (VF : Nathalie Duverne) : Maggie Summers (saison 5, invitée saison 1)
- Ian Tracey (VF : Emmanuel Karsen) : Remo (récurrents saisons 1 et 2, invité saison 5)
- Richard Harmon (VF : Alexis Tomassian) : Richard Slymore (saisons 1 et 2)
- Vincent Gale (VF : Philippe Siboulet) : Gil (saison 1, invité saison 2)
- Diana Bang (VF : Geneviève Doang) : Jiao (saison 1, invitée saison 5)

Saison 1
- Mike Vogel (VF : Sylvain Agaësse) : le shérif-adjoint Zack Shelby
- Jere Burns (VF : Guillaume Orsat) : Jake Abernathy
- Terry Chen (VF : Stéphane Marais) : Ethan Chang
- Brittney Wilson (VF : Jade Phan-Gia) : Lissa

Saison 2
- Michael Vartan (VF : Éric Legrand) : George
- Kathleen Robertson (VF : Valérie Siclay) : Jodi
- Rebecca Creskoff (VF : Frédérique Tirmont) : Christine
- Paloma Kwiatkowski (VF : Victoria Grosbois) : Cody Brennan
- Michael O'Neill (VF : Philippe Catoire) : Nick Ford
- Michael Eklund (VF : Frédéric Popovic) : Zane Morgan

Saison 3
- Tracy Spiridakos (VF : Marie Tirmont) : Annika Johnson
- Joshua Leonard (VF : Thierry Kazazian) : James Finnigan
- Adetomiwa Edun (VF : Jean-Baptiste Anoumon) : Marcus Young
- Kevin Rahm (VF : Pierre Tessier) : Bob Paris

Saison 4
- Damon Gupton (VF : Daniel Lobé) : Gregg Edwards
- Jaime Ray Newman (VF : Anne Dolan) : Rebecca Hamilton
- Marshall Allman (VF : Yoann Sover) : Julian Howe
- Karina Logue (VF : Odile Schmitt) : Audrey Ellis

Saison 5
- Rihanna (VF : Alice Taurand) : Marion Crane
- Austin Nichols (VF : Pascal Nowak) : Sam Loomis
- Brooke Smith (VF : Véronique Augereau) : Dana Greene
- Isabelle McNally (VF : Claire Baradat) : Madeleine Loomis
- Natalia Cordova-Burckley : Julia Ramos

- Version française
  - Société de doublage : Libra Films[5],[6]
  - Direction artistique : Blanche Ravalec[5],[6]
  - Adaptation des dialogues : Fanny Béraud (saisons 1 à 5) et Sandra Devonssay-Leroux (saison 1) Sophie Désir, (saisons 4 à 5)[5]

 Source et légende : version française (VF) sur RS Doublage et Doublage Séries Database

## Production

### Casting
Les rôles ont été attribués dans cet ordre : Vera Farmiga, Freddie Highmore, Max Thieriot, Olivia Cooke et Nicola Peltz, Mike Vogel et Nestor Carbonell, Keegan Connor Tracy, Richard Harmon et Jere Burns.
Pour la saison 2, on annonce l'arrivée de trois nouveaux personnages interprétés par Michael Vartan, Kenny Johnson et Rebecca Creskoff.
Michael Eklund rejoint la distribution de la saison 2 le 25 juillet 2013.
Le 14 août 2013 on apprend que l'actrice des anciennes séries Beverly Hills 90210 ou encore Boss, Kathleen Robertson, rejoint la distribution dans un rôle récurrent.
En juillet 2016, la chanteuse Rihanna rejoint la distribution de la série pour interpréter Marion Crane, la célèbre victime de la scène de la douche interprétée par Janet Leigh dans Psychose.
En janvier 2017, l'acteur Austin Nichols rejoint la distribution dans un rôle récurrent. Il y interprétera Sam Loomis, un homme séduisant avec ses secrets, qui s'oppose rapidement à Norman Bates quand il tente de l'impliquer dans ses mensonges.
En mars 2017, l'actrice Natalia Cordova-Burckley rejoint la distribution de la série dans un rôle récurrent. Elle y interprétera Julia Ramos, une avocate efficace qui assiste généralement les cartels de la drogue. 

### Tournage
Le lieu de tournage où la maison des Bates a été reconstruite identiquement à celle d'Universal Studios Hollywood se situe à Aldergrove, sur 272 Street, dans la province Colombie-Britannique au Canada.
L'équipe tourna aussi à Horseshoe Bay (près de Vancouver), qui servit de décor pour représenter la ville fictive de White Pine Bay,.

### Fiche technique
- Titre original et français : Bates Motel
- Titre québécois : Motel Bates
- Création : Carlton Cuse, Kerry Ehrin et Anthony Cipriano
- Scénario : d'après le film Psychose de Alfred Hitchcock, inspiré du roman Psychose de Robert Bloch
- Direction artistique : Peter Bodnarus (saison 1) et Mark S. Freeborn
- Décors : Rose Marie McSherry
- Costumes : Monique Prudhomme
- Photographie : Tom Yatsko et John S. Bartley
- Montage : Christopher Nelson
- Musique : Chris Bacon
- Production : Justis Greene
- Sociétés de production : American Genre, Carlton Cuse Productions, Kerry Ehrin Productions et Universal Television
- Sociétés de distribution :
  -  États-Unis : Universal Television (télévision) ; Universal Pictures (vidéo)
  -  France : Universal Pictures France
- Budget : 10 000 000 $
- Pays d'origine :  États-Unis
- Langue originale : anglais
- Format : couleur - 1,78:1 - son Dolby Digital
- Genre : Série dramatique et thriller
- Durée : 45 minutes
- Classification :
  - France : Déconseillé aux moins de 12 ans, certains épisodes sont également déconseillés aux moins de 10 ans lors de leurs diffusions sur D17.
  - États-Unis : interdit aux moins de 14 ans, deux épisodes de la saison 3 sont interdits aux moins de 17 ans.

## Diffusion internationale
| Diffusion internationale de Bates Motel | Diffusion internationale de Bates Motel | Diffusion internationale de Bates Motel |
| Pays                                    | Chaine(s)                               | Date de première diff.                  |
| --------------------------------------- | --------------------------------------- | --------------------------------------- |
| Argentine                               | Universal Channel                       | 8 juillet 2013                          |
| Australie                               | Fox8                                    | 26 mai 2013                             |
| Brésil                                  | Universal Channel                       | 4 juillet 2013                          |
| Brésil                                  | Rede Record                             | 21 mars 2014                            |
| Drapeau du Chili                        | Universal Channel                       | 20 juillet 2013                         |
| Colombie                                | Universal Channel                       | 8 juillet 2013                          |
| Costa Rica                              | Universal Channel                       | 8 juillet 2013                          |
| Croatie                                 | HRT 2                                   | January 6, 2014                         |
| Danemark                                | TV3+ / TV3+ HD                          | 4 juin 2013,                            |
| République dominicaine                  | Universal Channel                       | 8 juillet 2013                          |
| France                                  | 13ème Rue Universal                     | 25 octobre 2013                         |
| France                                  | D17                                     | 14 septembre 2014                       |
| Allemagne                               | Universal Channel                       | 11 septembre 2013 (saison 1)            |
| Allemagne                               | VOX                                     | 5 mai 2014 (saison 2)                   |
| Hongrie                                 | Viasat 3                                | 4 octobre 2013                          |
| Irlande                                 | Universal Channel                       | 2 avril 2014                            |
| Israël                                  | Hot 3 / Hot3 HD                         | 9 mai 2013                              |
| Italie                                  | Rai 2                                   | 13 septembre 2013                       |
| Mexique                                 | Universal Channel                       | 8 juillet 2013 (saison 1)               |
| Mexique                                 | Canal 5                                 | 5 mai 2014 (saison 2)                   |
| Norvège                                 | NRK3                                    | 10 avril 2013                           |
| Panama                                  | Universal Channel                       | 8 juillet 2013                          |
| Philippines                             | Jack TV                                 | 12 août 2013                            |
| Pologne                                 | 13th Street Universal                   | 14 avril 2013                           |
| Portugal                                | TVSéries                                | 14 avril 2013 (saison 1)                |
| Portugal                                | TVSéries                                | 18 mars 2014 (saison 2)                 |
| Afrique du Sud                          | MNet                                    | 21 juin 2013                            |
| Suède                                   | SVT                                     | 4 juin 2013                             |
| Thaïlande                               | Universal Channel                       | 8 octobre 2013                          |
| Royaume-Uni                             | Universal Channel                       | 12 septembre 2013                       |
| Pays-Bas                                | Nederland 3                             | 19 janvier 2014                         |
| Russie                                  | Channel One Russia (C1R)                | 27 octobre 2014                         |

## Épisodes

### Première saison (2013)
1. La Veuve noire (First You Dream, Then You Die)
2. Suspicions (Nice Town You Picked, Norma)
3. Sueurs froides (What's Wrong With Norman)
4. L'Étau se resserre (Trust Me)
5. Délivrance (Ocean View)
6. La Peur au ventre (The Truth)
7. L'Homme de la chambre 9 (The Man in Number 9)
8. L'Art de la taxidermie (A Boy and His Dog)
9. Pris à la gorge (Underwater)
10. L'Homme de la situation (Midnight)

### Deuxième saison (2014)
Le 8 avril 2013, la série a été renouvelée pour une deuxième saison de dix épisodes diffusée à partir du 3 mars 2014 sur A&E.
1. Obsession (Gone But Not Forgotten)
2. L'Ombre d'un doute (Shadow of a Doubt)
3. Les Fantômes du passé (Caleb)
4. État Second (Check-Out)
5. L’Échappée Belle (The Escape Artist)
6. Le Grand Plongeon (Plunge)
7. Présumé innocent (Presumed Innocent)
8. La Guerre est déclarée (Meltdown)
9. Réminiscences (The Box)
10. L'Insoutenable Vérité (The Immutable Truth)

### Troisième saison (2015)
Le 7 avril 2014, la série a été renouvelée pour une troisième saison de dix épisodes, diffusée depuis le 9 mars 2015 sur A&E.
1. Une morte dans la famille (A Death in the Family)
2. Le Club Arcanum (The Arcanum Club)
3. Persuasion (Persuasion)
4. Inébranlable (Unbreakable)
5. Chantage (The Deal)
6. Norma Louise (Norma Louise)
7. Une minute d'éternité (The Last Supper)
8. Au bord du précipice (The Pit)
9. Delirium (Crazy)
10. Inconscience (Unconscious)

### Quatrième saison (2016)
Le 15 juin 2015, la série a été renouvelée pour une quatrième et cinquième saison de dix épisodes chacune. Cette quatrième saison est diffusée depuis le 7 mars 2016.
1. Un danger pour lui-même et les autres (A Danger to Himself and Others)
2. Bonne nuit, mère (Goodnight, Mother)
3. Jusqu'à ce que la mort vous sépare ('Til Death Do You Part)
4. Une lueur en hiver (Lights of Winter)
5. Faux-semblants (Refraction)
6. La Clé (The Vault)
7. Home, Sweet Home (There's No Place Like Home)
8. Infidèle (Unfaithful)
9. À tout jamais (Forever)
10. Norman (Norman)

### Cinquième saison (2017)
Cette cinquième et dernière saison est diffusée depuis le 20 février 2017 sur A&E.
1. Complot de famille (Dark Paradise)
2. Un dîner presque parfait (The Convergence of the Twain)
3. Mauvais sang (Bad Blood)
4. L'Esquive (Hidden)
5. Chimères (Dreams Die First)
6. Marion (Marion)
7. Unis à jamais (Inseparable)
8. Le Puits (The Body)
9. La Main au collet (Visiting Hours)
10. Jusqu'à la mort (The Cord)

## Sortie DVD et Blu-ray
| Intitulé du coffret     | Nombre d'épisodes | Dates de sortie     | Dates de sortie  | Nombre de disques   | Société de distribution              |
| Intitulé du coffret     | Nombre d'épisodes | États-Unis (Zone 1) | France (Zone 2)  | Nombre de disques   | Société de distribution              |
| ----------------------- | ----------------- | ------------------- | ---------------- | ------------------- | ------------------------------------ |
| Saison une              | 10                | 17 septembre 2013   | 4 février 2014   | 2 (Blu-ray) 3 (DVD) | Universal Studios Home Entertainment |
| Saison deux             | 10                | 7 octobre 2014      | 15 décembre 2014 | 2 (Blu-ray) 3 (DVD) | Universal Studios Home Entertainment |
| Saison trois            | 10                | 13 octobre 2015     | 6 octobre 2015   | 2 (Blu-ray) 3 (DVD) | Universal Studios Home Entertainment |
| Saison quatre           | 10                | 18 octobre 2016     | 18 octobre 2016  | 2 (Blu-ray) 3 (DVD) | Universal Studios Home Entertainment |
| Saison cinq             | 10                | TBA                 | TBA              | 2 (Blu-ray) 3 (DVD) | Universal Studios Home Entertainment |
| L'intégrale de la série | 50                | TBA                 | TBA              | TBA                 | Universal Studios Home Entertainment |

## Univers de la série

### Lieux

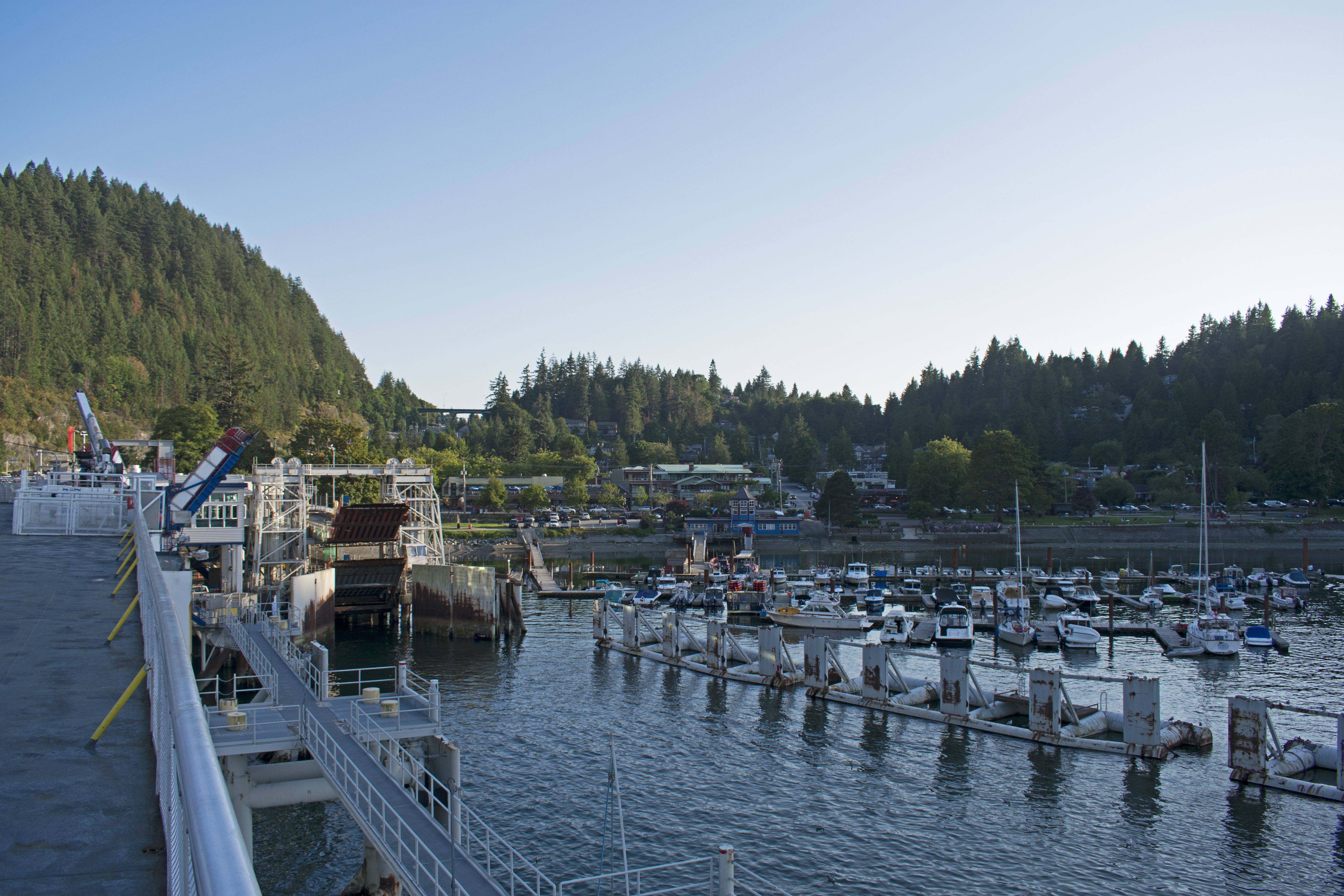
Horseshoe Bay, lieu de tournage principal pour représenter White Pine Bay.

La quasi-totalité des évènements de la série se déroulent dans la petite ville fictive de White Pine Bay (littéralement : Baie du Pin Blanc), située au bord du Pacifique, dans l'État de l'Oregon. Cette ville d'apparence calme, pittoresque et touristique se révèle gangrénée par des affaires d'argent, de trafic sexuel, de trafic de stupéfiants et de corruptions lié aux plantations illégales de cannabis exploitées dans toute la région qui apparaît comme un marché très lucratif, profitant à la plupart des habitants. Plusieurs antagonistes représentent cette corruption de la ville, notamment les personnages de Gil Turner (saison 1), Nick Ford (saison 2) et Bob Paris (saison 3).

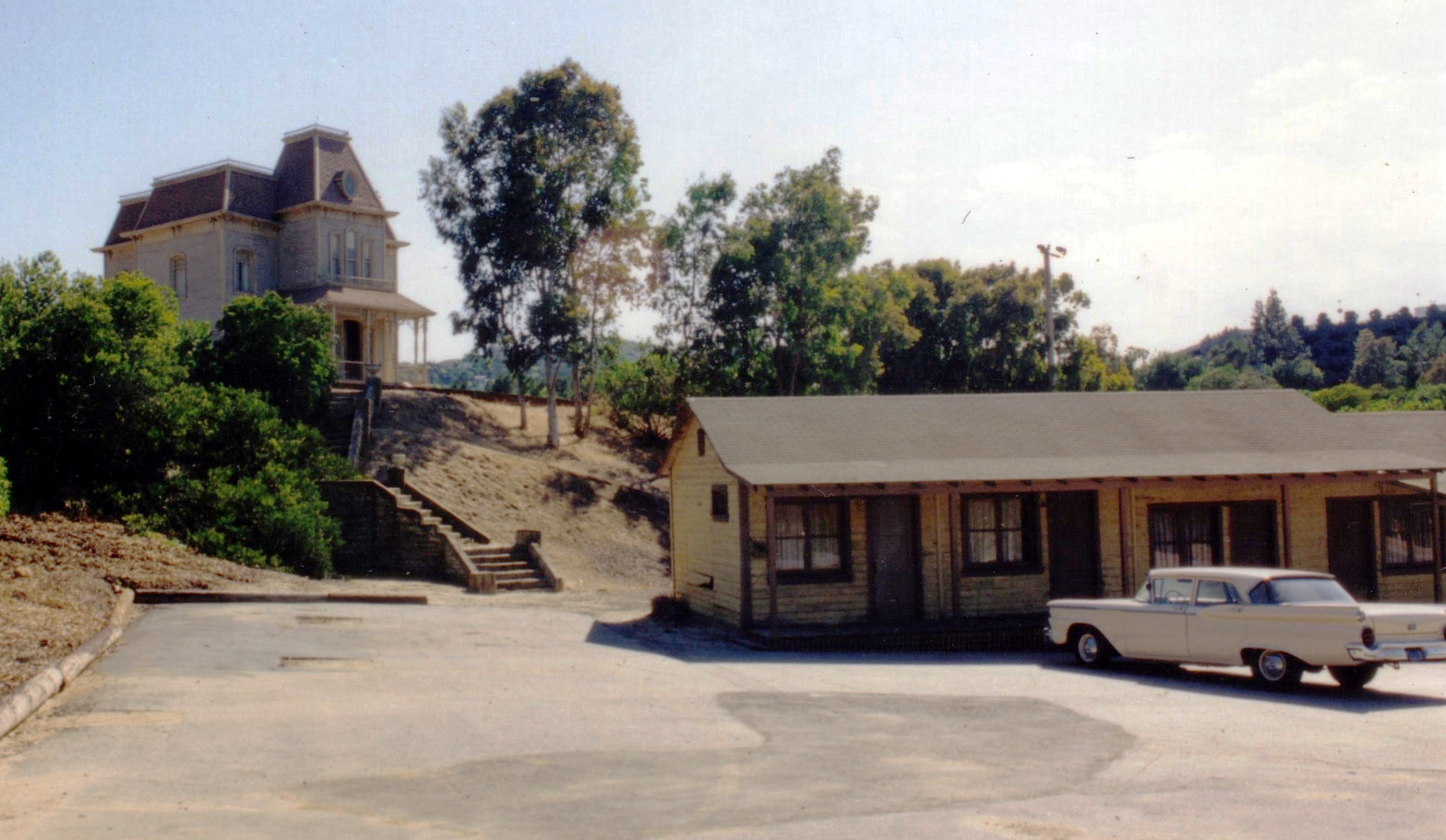
Le motel et la maison des Bates, décor du film Psychose situé à Universal Studios Hollywood.

Au fil des saisons, de nombreux endroits situés à White Pine Bay sont présentés : le Bates Motel et la maison des Bates, le White Pine Bay High School, le magasin d'antiquités Arful Artifacts (géré par le père d'Emma Decody), le White Pine Bay Sheriff's Department, l'Arcanum Club (club exclusif aux hommes géré par Bob Paris), les docks, la ferme de Dylan, la banque White Pine Bay Federated, l'hôtel de ville, l'Institut psychiatrique de Pineview (fondé selon sa plaque d'entrée en 1923 et où Norman sera envoyé), le cimetière Shepard's View, le King's Motel, le strip club The Landing Strip, le White Horse Bar, la quincaillerie White Pine Bay Hardware (gérée par Madeleine Loomis)…
L'affaire de la rocade de déviation (en anglais : Lee Berman Memorial Bypass) prend une place importante à partir de la saison 2, où Norma Bates rejoint le conseil municipal pour s'opposer à la construction d'une déviation qui éviterait aux voyageurs de passer par la ville et risquant donc de diminuer la clientèle du Bates Motel ainsi que des boutiques du centre-ville.
Selon son blason, White Pine Bay est une ville établie en Oregon depuis 1882.

### Les personnages
Attention : cette rubrique constitue un spoiler pour ceux qui n'ont pas vu la série en entier.
- Norman Bates :  jeune homme psychologiquement perturbé, qui n'a d'abord pas conscience de sa maladie et qui est surprotégé par sa mère Norma. Son père meurt avant le début de la série dans des circonstances suspectes. Il a un demi-frère, Dylan, qui s'est toujours senti rejeté par sa mère et qui essaye de l'éloigner de l'influence de celle-ci. À cause de son trouble de la personnalité, il deviendra malgré lui un serial killer, tuant ses victimes dans des crises de dédoublement de la personnalité où il croit être sa mère. Il se révélera parricide, matricide et manque d'être aussi fratricide.
- Norma Bates : mère de Dylan et Norman (qu'elle préfère), dont le lourd passé se révèle progressivement. Elle achète le motel en espérant repartir à zéro après la mort du père de ce dernier. Très protectrice envers son fils, elle compte sur lui pour l'épauler dans tout ce qu'elle entreprend, et elle l'empêche d'avoir une vie classique de lycéen. Elle a assisté au meurtre de son mari, que Norman, dans une crise d'absence, tue pour la protéger de cet homme qui ne cessait de l'insulter et de la frapper. Constatant que son fils n'était pas dans son état normal, elle a maquillé le crime afin de le faire passer pour un accident. Elle sera tuée par Norman à la fin de la saison 4 lors d'un meurtre-suicide organisé par celui-ci au moyen d'une intoxication au monoxyde de carbone.
- Dylan Massett : demi-frère aîné de Norman. Il considère que sa mère est folle et doute de la stabilité mentale de son frère. Il pense que Norma en est la cause. Il espère éloigner Norman de celle-ci. En se rapprochant de son père, il comprend mieux sa mère et finit par lui être un soutien quand les crises de Norman se multiplient. Leur relation devient moins conflictuelle, mais il se détache peu à peu de sa famille pour se rapprocher d'Emma. Il tuera  d'une balle dans la poitrine Norman qui l'attaque avec un couteau, à la fin de la saison 5.
- Emma Decody : première et meilleure amie de Norman. Norma ne la considère pas comme une menace car elle a une maladie respiratoire qui limite son espérance de vie. Son père est taxidermiste. Elle travaille au motel, et ses sentiments amoureux pour Norman ne sont pas partagés. À la fin de la saison 3, son père lui annonce qu'elle va subir une transplantation pulmonaire, sans lui dire que Dylan a payé les frais de l'opération. Ils tombent amoureux à la fin de la saison 3, puis se marient et ont une petite fille.
- Bradley Martin : lycéenne, belle, populaire et sympathique, dont Norman tombe amoureux. Son père est assassiné par les patrons de Dylan. Norman et elle passent une nuit ensemble avant qu'elle ne le rejette et se rapproche de son demi-frère. Elle simule son propre suicide pour cacher sa fuite au cours de la saison 2. À son retour, elle est tuée par Norman en crise à la fin de la saison 3.
- Miss Watson : professeur de littérature de Norman. Attirée par lui, elle est retrouvée morte à la fin de la première saison, tuée par Norman pendant une crise.
- Zach Shelby : adjoint du Shérif, amoureux et amant de Norma. Il est tué par Dylan pour protéger Norma et Norman qui ont découvert qu'il était complice d'un trafic de jeunes Asiatique vendues comme esclaves sexuelles.
- Caleb : frère de Norma, il est aussi le père de Dylan, à la suite de leur relation incestueuse dans une famille dont le père était alcoolique et violent. Norma le déteste, mais devant son repentir, elle se réconcilie avec lui en cours de saison 3 tout en gardant ses distances.  Norman, lors d'une de ses crises, essaie de le tuer quand il découvre le cadavre de Norma ; en fuite, il est renversé par une  voiture et tué sur le coup.
- Alex Romero : shérif de White Pine Bay, il enquête sur la mort de l'ancien propriétaire de l’hôtel Keith Summers, tué par Norma. Après avoir appris d'elle la vérité sur son trafic de femmes avec son complice Zach Shelby, il décide de couvrir son crime et d'endosser la responsabilité de la mort de son adjoint. D'abord froid et distant, il devient le confident de Norma. Afin de la protéger de son fils, il l'épouse notamment pour que Norman soit pris en charge par un institut médico-psychiatrique grâce à son assurance. Arrêté pour avoir menti aux enquêteurs, il passe 16 mois en prison à la fin de la saison 4. Il réussit à s’évader afin de tuer Norman pour venger la mort de sa bien-aimée, mais il est abattu par le jeune homme à la fin de la saison 5.

### Le générique
En décembre 2012, Carlton Cuse, l'un des créateurs de la série, invite les internautes à participer à un concours afin de réaliser un générique de 15 secondes pour la série.

### Principales victimes de la famille Bates
16 victimes au moins sont dénombrées pendant toute la durée de l'intrigue ; il s'agit pour la plupart de meurtres commis par Norman pendant des crises, mais toute la famille a du sang sur les mains.
Par ordre chronologique :
- Sam Bates (Norman tue son père en le frappant à la tête car il battait Norma)
- Keith Summers (Norma tue à coups de couteau Keith Summers après qu'il l'a violée)
- Zack Shelby (Dylan le tue par balles)
- Drogué (Dylan écrase un drogué qui a tué son ami Ethan)
- Blaire Watson, saison 1 (Norman égorge sa professeur)
- Jimmy Brennan, saison 2 (Norman pousse dans les escaliers le père de Cody Brennan)
- Nick Ford, saison 2 (Dylan le frappe à la tête avec un tisonnier lors d'une bagarre)
- Bradley Martin, saison 3 (Norman cogne la tête de Bradley contre des cailloux)
- Audrey Ellis, saison 4 (Norman étrangle la mère d'Emma Decody)
- Norma Bates, saison 4 (Norman tue sa mère par intoxication au monoxyde de carbone)
- Joe "Jim" Blackwell, saison 5 (Norman égorge celui qui était venu le tuer sur les instructions de Romero)
- Caleb Calhoun, saison 5 (il est écrasé accidentellement par Chick Hogan)
- Sam Loomis, saison 5 (Norman le tue dans sa salle de bain à coups de couteau, alors que, dans le livre de Bloch et le film d'Hichtcock, c'est sa maîtresse Marion Crane qui est poignardée dans la célèbre scène de la douche)
- Chick Hogan, saison 5 (Romero le tue d'une balle dans la tête)
- Alex Romero, saison 5 (Norman le tue avec le pistolet de celui-ci)
- Norman Bates, saison 5 (Dylan le tue pour se défendre dans une violente confrontation)
- Docteur Edwardes ? saison 5 (le médecin psychologue de Norman à l'institut psychiatrique où il fait un séjour et qui disparaît mystérieusement)

## Récompenses et nominations
| Année | Award                                              | Catégorie                                             | Nomination                                                                                    | Résultat   |
| ----- | -------------------------------------------------- | ----------------------------------------------------- | --------------------------------------------------------------------------------------------- | ---------- |
| 2013  | 3e cérémonie des Critics' Choice Television Awards | Meilleure actrice dans une série télévisée dramatique | Vera Farmiga                                                                                  | Nomination |
| 2013  | 65e cérémonie des Primetime Emmy Awards            | Meilleure actrice dans une série dramatique           | Vera Farmiga                                                                                  | Nomination |
| 2013  | Television Critics Association Awards              | Meilleure interprétation dans une série dramatique    | Vera Farmiga                                                                                  | Nomination |
| 2013  | Dorian Awards                                      | Performance de l'Année de la télévision               | Vera Farmiga                                                                                  | Nomination |
| 2013  | Online Film & Television Association               | Meilleure actrice dans une série dramatique           | Vera Farmiga                                                                                  | Nomination |
| 2013  | Online Film & Television Association               | Meilleure photographie dans une série                 | - John Bartley - Thomas Yatsko                                                                | Nomination |
| 2013  | Online Film & Television Association               | Meilleur décor dans une série                         | - Peter Bodnarus - Mark S. Freeborn - Margot Ready - Rose Marie McSherry                      | Nomination |
| 2013  | Artios Awards                                      | Meilleure réalisation dans une série                  | épisode : La Veuve noire (First You Dream, Then You Die)                                      | Nomination |
| 2013  | Imagen Awards                                      | meilleure performance acteur - sériée tv              | Nestor Carbonell                                                                              | Nomination |
| 2014  | Imagen Awards                                      | meilleure performance acteur - sériée tv              | Nestor Carbonell                                                                              | Nomination |
| 2014  | 4e cérémonie des Critics' Choice Television Awards | Meilleur acteur dans une série dramatique             | Freddie Highmore                                                                              | Nomination |
| 2014  | 4e cérémonie des Critics' Choice Television Awards | Meilleure actrice dans une série dramatique           | Vera Farmiga                                                                                  | Nomination |
| 2014  | Online Film & Television Association Awards        | Meilleure actrice dans une série dramatique           | Vera Farmiga                                                                                  | Nomination |
| 2014  | Online Film & Television Association Awards        | Meilleure série dramatique                            | Bates Motel                                                                                   | Nomination |
| 2014  | Online Film & Television Association Awards        | Meilleure musique dans une série dramatique           | Chris Bacon                                                                                   | Nomination |
| 2014  | Online Film & Television Association Awards        | Meilleur décor dans une série dramatique              | - Peter Bodnarus - Mark S. Freeborn - Tony Wohlgemuth - Margot Ready - Rose Marie McSherry    | Nomination |
| 2014  | Online Film & Television Association Awards        | Meilleur son dans une série dramatique                | - Alan Decker - Mark Noda - Nello Torri - Thomas DeGorter - Michael Mullane - Brian Armstrong | Nomination |